# Jiří Kynos
Jiří Kynos (ur. 24 marca 1943 w Třebechovicach pod Orebem) – czeski lekkoatleta reprezentujący Czechosłowację, sprinter, mistrz Europy z 1971.
Startował na mistrzostwach Europy w 1966 w Budapeszcie, gdzie odpadł w eliminacjach biegu na 200 metrów, a w sztafecie 4 × 100 metrów zajął wraz z kolegami 7. miejsce. Zdobył brązowy medal w sztafecie szwedzkiej 1+2+3+4 okrążenia na europejskich igrzyskach halowych w 1967 w Pradze.
Na mistrzostwach Europy w 1969 w Atenach zdobył wraz z kolegami brązowy medal w sztafecie 4 × 100 metrów (biegła w składzie: Ladislav Kříž, Dionýz Szögedi, Kynos i Luděk Bohman). W biegu na 200 metrów zajął 5. miejsce w finale.
Zdobył złoty medal w sztafecie 4 × 100 metrów na mistrzostwach Europy w 1971 w Helsinkach (w składzie: Kříž, Juraj Demeč, Kynos i Bohman). Odpadł w półfinale biegu na 200 m.
Na igrzyskach olimpijskich w 1972 w Monachium odpadł w półfinale biegu na 200 metrów, a sztafeta 4 × 100 m z jego udziałem zajęła w finale 4. miejsce (biegła w składzie: Jaroslav Matoušek, Demeč, Kynos i Bohman). Osiągnięty wówczas wynik – 38,82 s jest do tej pory (lipiec 2020) rekordem Czech. Odpadł w eliminacjach biegu na 200 m podczas mistrzostw Europy w 1974 w Rzymie, a w sztafecie 4 × 100 m zajął 8. miejsce.
Jiří Kynos był mistrzem Czechosłowacji w biegu na 200 metrów w 1967, 1969, 1970 i 1972.
Oprócz kilku rekordów w sztafecie 4 × 100 metrów dwukrotnie poprawiał rekord Czechosłowacji na 200 metrów, doprowadzając go do wyniku 20,6 s (7 września 1969 w Pradze).